# Toxotes blythii
Toxotes blythii is een straalvinnige vissensoort uit de familie van de schuttersvissen (Toxotidae). De wetenschappelijke naam van de soort is voor het eerst geldig gepubliceerd in 1892 door Boulenger.